# Chemieplattform Carling
Die Chemieplattform Carling (auch: Chemieplattform Carling-Saint Avold, französisch: Plate-form Total de Carling) ist ein Industriekomplex der Petrochemie nahe den Orten Carling und Saint-Avold in Frankreich.

## Werk
Das Werk wurde in den 1960er-Jahren errichtet. Es besteht heute aus Produktionsanlagen der folgenden Unternehmen:
- Altuglass
- Arkema
- Cray-Valley
- Protelor
- TotalEnergies

Das Unternehmen TotalEnergies als größter Betrieb des Chemiekomplexes produziert in Carling u. a. 320.000 Tonnen Ethylen, 215.000 Tonnen Propylen, 180.000 Tonnen Benzol, 110.000 Tonnen Polyethylen und 215.000 Tonnen Polystyrol im Jahr. TotalEnergies beschäftigt im Werk Carling 560 Mitarbeiter.

## Lage
Der Chemiekomplex befindet sich zwischen den Orten Carling, St. Avold und L’Hôpital im französischen Département Moselle in Lothringen. Das Werk liegt unmittelbar an der deutsch-französischen Grenze. Nächster Ort auf deutscher Seite ist der Völklinger Stadtteil Lauterbach im Warndt.